# بیربل
راجا بیربل یا راجه بیربل از مشاوران اکبر کبیر و یکی از اعضای نورتن بود. نام اصلی او مهیش داس تها بوده و پیش از آن که به خدمت اکبر درآید، یک برهمن هندو بود. بیربل پس از تأسیس توحید الهی توسط اکبر، به پیروان این آیین پیوست و تنها پیرو آن بود، که پیشتر هندوئیست بوده.
بیربل در سال ۱۵۲۸ میلادی در یکی روستاهای کالپی به دنیا آمد و با زبان‌های سانسکریت، هندی و فارسی آشنا بود. او از دلقکان معروف عصر خود بود.

## حواله جات
- ویکی‌پدیای اردو. بازدید در ۱۲ فوریه ۲۰۱۸.